# Théorème fondamental de la géométrie affine
 (juillet 2022).
En géométrie, le théorème fondamental de la géométrie affine est un théorème qui caractérise algébriquement les bijections entre  espaces affines qui préservent l'alignement des points. Avec quelques hypothèses, il dit qu'une bijection entre deux espaces affines qui préserve la relation d'alignement est une application semi-affine, donc presque une application affine (et donc, en particulier, affine si les espaces affines sont réels).

## Applications semi-affines

### Applications semi-linéaires
Soient K et L deux corps (commutatifs ou non), E et F des espaces vectoriels sur K et L respectivement. On dit qu'une application f de E dans F est semi-linéaire si f est un homomorphisme de  groupes additifs de E dans F (c'est-à-dire si f(v + w) = f(v) + f(w) quels que soient v et w dans E) et s'il existe un isomorphisme de corps σ de K sur L tel que, pour tout élément a de K et pour tout vecteur v de E, on a f(av) = σ(a)f(v) ;  si f est non identiquement nulle, il existe un unique tel isomorphisme de corps de K sur L, et on dit alors que f est σ-linéaire, et  σ est dit associé à f. On appelle isomorphisme semi-linéaire de E sur F ou, si K = L et E = F, automorphisme semi-linéaire de E, toute application semi-linéaire bijective de E sur F.
Exemples
- Si K = L et si σ est l'identité de K, les applications σ-linéaire de E dans F ne sont autres que les applications K-linéaires de E dans F.
- Si K = L = R (corps des  nombres réels), alors l'identité de R est l'unique automorphisme de corps de R, et donc les applications semi-linéaires de E dans F ne sont autres que les applications linéaires (ou plus précisément R-linéaires) de E dans F.
- On suppose que K = L et que K est un corps premier, c'est-à-dire que K = Q (corps des nombres rationnels)  ou que K = Fp, avec p un nombre premier voir l'article corps fini). Alors l'identité de K est l'unique automorphisme de corps de K, et les applications semi-linéaires de E dans F ne sont autres que les applications K-linéaires de E dans F.
- On suppose que K = L = C (corps des nombres complexes) et que σ est la conjugaison de C. Alors les applications σ-linéaires de E dans F sont dites antilinéaires. Si E et F sont de dimensions finies, les seules applications semi-linéaires non constantes de E vers F qui sont continues sont les applications C-linéaires et les applications antilinéaires (on considère ici les topologies canoniques, pour lesquelles les isomorphismes d'espaces vectoriels sur Cn sont des homéomorphismes).

### Applications semi-affines
Soient X et Y des espaces affines attachés à E et F respectivement. On dit qu'une application f de X dans Y est semi-affine s'il existe une application semi-linéaire u de E dans F telle que, pour tout point x de X et pour tout vecteur v de E, f(x + v) = f(x) + u(v), et alors u est déterminé par f, et elle est dite associée à f, si f n'est pas constante, alors l'isomorphisme σ associé à u est dit associé à f, et on dit alors que f est σ-affine.
On appelle isomorphisme semi-affine de E sur F ou, si K = L et E = F, automorphisme semi-affine de E, toute application semi-affine bijective de E sur F.
Si K = L, alors les applications K-affines de X dans Y ne sont autres que les applications σ-affine de X dans Y, si σ est l'identité de K.

## Théorème fondamental de la géométrie affine
Dans cette partie, on note K et L des corps, E et F des espaces vectoriels sur K et L respectivement de dimensions (finies ou non) supérieures ou égales à 2, X et Y des espaces affines attachés à E et F respectivement et f une application de E dans F.
Voici un théorème qui caractérise les applications semi-affines.
Théorème. Si f est une injection (ce qui est le cas si f est une bijection), pour que f soit semi-affine (et donc affine si K = L = R), il faut et il suffit que f vérifie les conditions suivantes :
- L'image par f de toute droite de X est une droite de Y;
- L'image par f de deux droites parallèles quelconques de X sont deux droites parallèles de Y.

Théorème fondamental de la géométrie affine.  On suppose que K et L sont isomorphes, que f est bijective et que les dimensions de E et F sont finies et égales. 
- Si K ≠ F2 et L ≠ F2 (c'est-à-dire si K et L ont trois éléments ou plus), pour que f soit semi-affine (et donc affine si K = L = R), il faut et il suffit que, quels que soient les points alignés x, y et z de X, f(x), f(y) et f(z) soient des points alignés de Y.
- Si K = L = F2 (donc si K et L ont deux éléments 0 et 1), pour que f soit semi-affine, il faut et il suffit que, quelles que soient les droites parallèles D et D’ de X, f(D) et f(D ') soient des droites parallèles de Y (dans ce cas les droites ne sont autres que les paires de points, et donc trois points distincts ne peuvent être alignés).

Voici des variations du théorème fondamental de la géométrie affine.
Théorème. On suppose que K  et L ont au moins trois éléments. Si l'image de f contient trois points non alignés de Y et si l'image par f de toute droite de X est une droite de Y ou est réduite à un point, alors f est semi-affine (et donc affine si K = L = R). Autre formulation : si l'image de f contient trois points non alignés de Y et si, quels que soient les points x et y de X, l'image par f de la variété affine de X engendrée par x et y est la variété affine de Y engendrée par f(x) et f(y), alors f est semi-affine.
Théorème. On suppose que K et L sont isomorphes, que K et L ont au moins trois éléments, que X et Y sont de dimensions finies (égales ou non) et que f est une surjection. Si, quels que soient les points alignés x, y et z de X, f(x), f(y) et f(z) sont des points alignés de Y, alors f  est semi-affine.